# Fondo metróállomás
Fondo egyike a Spanyolországban található barcelonai metró metróállomásainak.

## Metróvonalak
Az állomást az alábbi metróvonalak érintik:
- 1-es metróvonal
- 9-es metróvonal

## Kapcsolódó állomások
Az állomáshoz az alábbi állomások vannak a legközelebb:
- Santa Coloma (Hospital de Bellvitge, 1-es metróvonal)
- Església Major (Can Zam, 9-es metróvonal)
- Santa Rosa (Sagrera, 9-es metróvonal)